# Tagawa (Fukuoka)
Tagawa (田川市 Tagawa-shi?) es una ciudad localizada en Fukuoka, Japón.
A partir de 2003, la ciudad tiene una población de 52.937 y una densidad de 970,96 personas por km². La superficie total es de 54,52 km².
La ciudad fue fundada el 3 de noviembre de 1943.

Lugar de nacimiento de Tanko Bushi (Tagawa, Fukuoka).